# Дуруело де ла Сијера
Дуруело де ла Сијера (шп. Duruelo de la Sierra) је општина у покрајини Сорија у аутономној заједници Кастиља и Леон, Шпанија.